# جنگ‌های روسیه و عثمانی
جنگ‌های روسیه و ترکیه (روسی: Русско-турецкие войны) یا جنگ‌های روسیه و عثمانی (ترکی استانبولی: Osmanlı-Rus savaşları) مجموعه‌ای شامل دوازده جنگ بود که بین امپراتوری‌های روسیه و عثمانی بین قرن‌های ۱۶ تا ۲۰ درگرفت. این یکی از طولانی‌ترین سلسله درگیری‌های نظامی در تاریخ اروپا بود. به جز جنگ ۱۱–۱۷۱۰ و جنگ کریمه، که اغلب به عنوان یک رویداد جداگانه تلقی می‌شوند، درگیری‌ها برای امپراتوری عثمانی به طرز فاجعه‌باری پایان یافت. برعکس آنها، برتری روس‌ها، روسیه را به عنوان یک قدرت اروپایی پس از تلاش‌های نوسازی پتر کبیر در اوایل قرن هجدهم به نمایش گذاشت.

## تاریخچه

### شروع درگیری (۱۵۶۸–۱۷۳۹)

#### پیش از پتر کبیر

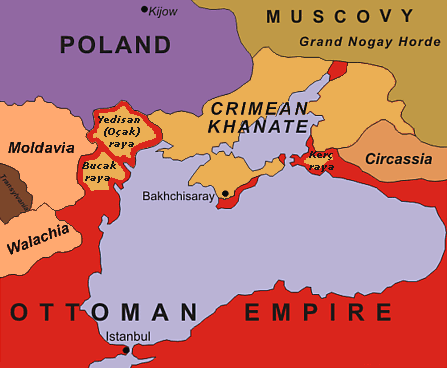
خانات کریمه در حدود سال ۱۶۰۰ میلادی. باید توجه داشته داشت که مناطقی که لهستان و مسکووی علامت گذاری شده‌اند به جای اینکه تحت مدیریت باشند، ادعا شده‌اند.

اولین جنگ روسیه و عثمانی (۱۵۶۸-۱۵۷۰) پس از فتح کازان و آستراخان توسط تزار روسیه ایوان مخوف رخ داد. سلیم دوم سلطان عثمانی با فرستادن یک لشکرکشی نظامی به آستاراخان در سال ۱۵۶۹ سعی کرد روس‌ها را از ولگا پایین بیرون بکشد. لشکرکشی ترک‌ها برای ارتش عثمانی که نتوانست آستاراخان را بگیرد و تقریباً به‌طور کامل در استپ‌ها از بین رفت، فاجعه بود، در حالی که ناوگان عثمانی در دریای آزوف شکست خورد. معاهده صلح بین دو طرف حاکمیت روسیه بر ولگا را تثبیت کرد، اما به امپراتوری عثمانی اجازه داد تا تعدادی از مزایای تجاری به دست آورد.
سیاست طرفدار عثمانی باعث نارضایتی بسیاری از کازاک‌های اوکراینی شد که ایوان سامویلوویچ را به عنوان تنها هتمن در کل اوکراین در سال ۱۶۷۴ انتخاب کردند در سال ۱۶۷۶، نیروهای روسی چیگیرین را تصرف سرنگون کردند و دوروشنکو را به روسیه تبعید کردند. در سال ۱۶۷۷، ارتش عثمانی تلاش کرد تا چیگیرین را بازپس گیرد، اما شکست خورد. در سال ۱۶۷۸ ارتش عثمانی سرانجام پس از یک حمله خونین توانست چیگیرین را تصرف کند، اما در اینجا گسترش عثمانی به شمال شرق متوقف شد. در سال‌های ۱۶۷۹–۱۶۸۰، روس‌ها حملات تاتارهای کریمه را دفع کرده و پیمان باغچه‌سرای را در سال ۱۶۸۱ امضا کردند که مرز روسیه و عثمانی را در رودخانه دنیپر ایجاد کرد.

#### پتر کبیر و بیشتر
روسیه در سال ۱۶۸۶ به اتحاد مقدس اروپا (اتریش، لهستان، ونیز) پیوست. در طول جنگ، ارتش روسیه لشکرکشی‌های کریمه در سال‌های ۱۶۸۷ و ۱۶۸۹ و لشکرکشی‌های آزوف (۱۶۹۵–۱۶۹۶) را سازماندهی کرد. با توجه به آمادگی روسیه برای جنگ با سوئد و امضای معاهده کارلوویتز با عثمانی در سال ۱۶۹۹ توسط سایر کشورها، دولت روسیه در سال ۱۷۰۰ پیمان قسطنطنیه را با امپراتوری عثمانی امضا کرد. در پی نتایج صلح، روسیه موفق شد آزوف را ضمیمه خاک خود نموده و به دریای آزوف دسترسی پیدا کند.

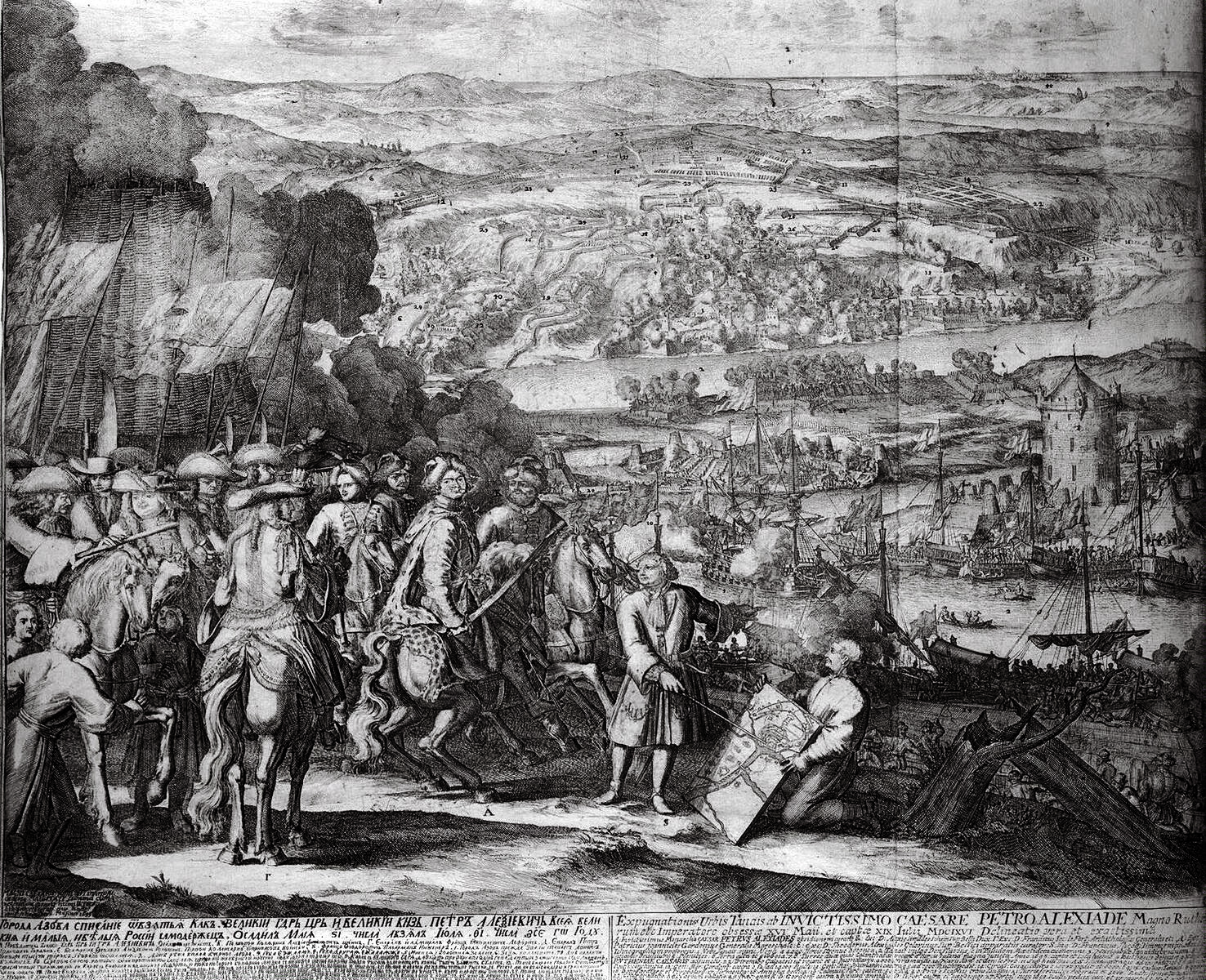
تصرف آزوف توسط سربازان پتر کبیر در سال ۱۶۹۶

پس از اینکه روس‌ها، سوئدی‌ها و کازاک‌های اوکراینی طرفدار امپراتوری سوئد را به رهبری ایوان مازپا در نبرد پولتاوا در سال ۱۷۰۹ شکست دادند، کارل دوازدهم، پادشاه سوئد موفق شد سلطان احمد سوم عثمانی را متقاعد کند که در ۲۰ نوامبر ۱۷۱۰ به روسیه اعلان جنگ دهد. کارزار پروت پتر کبیر برای روسیه بسیار ناموفق پایان یافت. ارتش روسیه به رهبری تزار توسط ارتش برتر ترک-تاتار محاصره و مجبور شد با شرایط نامساعد صلح موافقت کند و طبق آن آزوف را که قبلاً تصرف شده بود به امپراتوری عثمانی بازگرداند.
در اواخر قرن هفدهم، ایران صفوی، که همسایه هر دو امپراتوری و یکی از بزرگ‌ترین رقبای عثمانی برای قرن‌ها (قرن ۱۶ تا ۱۹) بود، به شدت رو به زوال بود. روسیه و امپراتوری عثمانی با استفاده از این موقعیت، بخش‌هایی از قلمروی ایران را تصرف کردند. مناطق تحت تصرف روس‌ها شامل داغستان، آذربایجان و شمال ایران معاصر بود که توسط پتر یکم در جنگ ایران و روسیه (۱۷۲۳–۱۷۲۲) فتح شد. عثمانی‌ها مناطق غربی ایران را گرفتند که شامل ارمنستان امروزی، بخش‌هایی از آناتولی شرقی و همچنین غرب ایران می‌شد. دستاوردهای هر دو در پیمان استانبول (۱۷۲۴) تأیید شد. برای چند سال، آنها در امتداد قلمرو وسیعی در قفقاز با یکدیگر هم‌مرز بودند که باعث اصطکاک بیشتر شد.
روسیه با امضای معاهده‌هایی با ایران در سال‌های ۱۷۳۲ و ۱۷۳۵ توانست وضعیت مطلوب بین‌المللی را فراهم آورد.

## فهرست درگیری‌های نظامی
|    | نام | تاریخ     | نتیجه |
| -- | --- | --------- | --- |
| ۱  | اولین جنگ روسیه و عثمانی                                                                                  | ۱۵۶۸–۱۵۷۰ | پیروزی روسیه |
| ۲  | دومین جنگ روسیه و عثمانی                                                                                  | ۱۶۷۶–۱۶۸۱ | مورد بحث پیمان باغچه‌سرای |
| ۳  | سومین جنگ روسیه و عثمانی (زیر مجموعه جنگ بزرگ عثمانی)                                                     | ۱۶۸۶–۱۷۰۰ | پیروزی هابسبورگ، لهستان-لیتوانی، روسیه و ونیز پیمان کارلویتس و پیمان قسطنطنیه (۱۷۰۰): روسیه آزف و قلعه‌های تاگانروگ، پاولوفسک و میوس را در اختیار می‌گیرد |
| ۴  | چهارمین جنگ روسیه و عثمانی (لشکرکشی پروت) (زیر مجموعه جنگ بزرگ شمالی)                                     | ۱۷۱۰–۱۷۱۱ | پیروزی عثمانی : ۴۱ پیمان پروت (۱۷۱۱) و پیمان آدریانوپل (۱۷۱۳): روسیه آزف را به امپراتوری عثمانی واگذار و قلعه‌های تاگانروگ، کداک، نووبوگورودیسکایا و کامنی زاتون را ویران کرد. روسیه با توقف دخالت در امور مشترک‌المنافع لهستان–لیتوانی موافقت کرد. |
| ۵  | پنجمین جنگ روسیه و عثمانی (همچنین به عنوان جنگ اتریش-روسیه-عثمانی نیز شناخته می‌شود)                       | ۱۷۳۵–۱۷۳۹ | پیمان بلگراد: هابسبورگ‌ها پادشاهی صربستان را با بلگراد، بخش جنوبی بنات تمسوار و شمال بوسنی را به عثمانی‌ها، و بانات کرایووا (اولتنیا)، که با عهدنامه پاساروفچه در سال ۱۷۱۸ به دست آمد، به والاچیا واگذار کردند. (موضوع عثمانی)، و خط مرزی را به سمت رودخانه‌های ساوا و دانوب تعیین شد پیمان نیس (۳ اکتبر ۱۷۳۹): روسیه از ادعاهای ارضی بر مولداوی عثمانی و بسارابیا چشم پوشی کرد. عثمانی‌ها اجازه ساخت بندر تجاری غیرنظامی روسیه در آزف را دادند. |
| ۶  | ششمین جنگ روسیه و عثمانی                                                                                  | ۱۷۶۸–۱۷۷۴ | پیروزی روسیه : 744 : ۲۰۵–۲۱۴ عهدنامه کوچوک قینارجه: امپراتوری عثمانی کرچ، انیکاله، کاباردیا و بخشی از یدیسان را به روسیه واگذار کرد. خانات کریمه به یک دولت متکی روسی تبدیل می‌شود. |
| ۷  | هفتمین جنگ روسیه و عثمانی                                                                                 | ۱۷۸۷–۱۷۹۲ | پیروزی روسیه : 745 : ۳۹۳–۴۲۶ معاهده یاسی: روسیه اوزی را ضمیمه کرد، عثمانی‌ها الحاق خانات کریمه به روسیه را به رسمیت شناختند. |
| ۸  | هشتمین جنگ روسیه و عثمانی                                                                                 | ۱۸۰۶–۱۸۱۲ | پیروزی روسیه پیمان بخارست (۱۸۱۲): روسیه بیسارابیا را ضمیمه کرد. |
| ۹  | نهمین جنگ روسیه و عثمانی                                                                                  | ۱۸۲۸–۱۸۲۹ | پیروزی روسیه پیمان آدریانوپل (۱۸۲۹): روسیه شاهزاده‌نشین‌های دانوبی را اشغال کرد، استقلال یونان از امپراتوری عثمانی. |
| ۱۰ | جنگ کریمه                                                                                                 | ۱۸۵۳–۱۸۵۶ | پیروزی عثمانی، بریتانیا، فرانسه و پیمونت معاهده پاریس (۱۸۵۶): غیرنظامی کردن دوجانبه دریای سیاه، روسیه جنوب بسارابی را واگذار کرد و حاکمیت عثمانی را بر شاهزاده‌نشین‌های دانوبی به رسمیت شناخت. |
| ۱۱ | دهمین جنگ روسیه و عثمانی                                                                                  | ۱۸۷۷–۱۸۷۸ | پیروزی روسیه و متحدان استقلال رسمی رومانی، صربستان و مونته‌نگرو و استقلال عملی بلغارستان از امپراتوری عثمانی قلمرو استان قارص و استان باتومی به روسیه واگذار شد. |
| ۱۲ | جنگ جهانی اول: - کارزار قفقاز - اقدامات سپاه پانزدهم در جبهه شرقی - اردوی اسلامی قفقاز - لشکرکشی به ایران | ۱۹۱۴–۱۹۱۸ | بلاتکلیف پیمان باتومی - بازگشت به مرزهای قبل از جنگ در سال ۱۹۱۸. |